# Lanquín
Lanquín (ook San Agustín Lanquín) is een gemeente in het departement Alta Verapaz in Guatemala. Er wonen 28.500 mensen, waarvan 95% van Q'eqchi' Maya-afkomst. Lanquín ligt 380 meter boven zeeniveau. 
Hier ligt ook het Nationaal Park Grutas de Lanquín (Grotten van Lanquín). 
Het natuurreservaat Semuc Champey ligt 12 km ten zuiden van het dorp en Lanquín wordt vaak gebruikt als startpunt voor tours naar dit reservaat. 